# María Carmenza Morales
María Carmenza Morales Rendón (Itagüí, 21 de julio de 1966) es una deportista colombiana que compitió en triatlón. Ganó dos medallas en el Campeonato Panamericano de Triatlón en los años 2005 y 2006.

## Palmarés internacional
| Campeonato Panamericano | Campeonato Panamericano | Campeonato Panamericano | Campeonato Panamericano |
| Año                     | Lugar                   | Medalla                 | Prueba                  |
| ----------------------- | ----------------------- | ----------------------- | ----------------------- |
| 2005                    | Bogotá (Colombia)       | Medalla de oro          | Individual              |
| 2006                    | Brasilia (Brasil)       | Medalla de plata        | Individual              |